# Limogne-en-Quercy
Limogne-en-Quercy település Franciaországban, Lot megyében. Lakosainak száma 842 fő (2022. január 1.). Limogne-en-Quercy Beauregard, Calvignac, Cénevières, Lugagnac, Promilhanes, Puyjourdes, Saint-Jean-de-Laur, Varaire és Vidaillac községekkel határos.

## Népesség
A település népességének változása:
| Lakosok száma | 591  | 637  | 618  | 788  | 786  | 771  | 762  | 738  | 773  | 842  |
|               | 1968 | 1982 | 1990 | 2006 | 2013 | 2015 | 2017 | 2019 | 2020 | 2022 |